# Arnold Bax
Sir Arnold Edward Trevor Bax KCVO (* 8. November 1883 in Streatham im Süden von London; † 3. Oktober 1953 in Cork, Irland) war ein englischer Komponist.

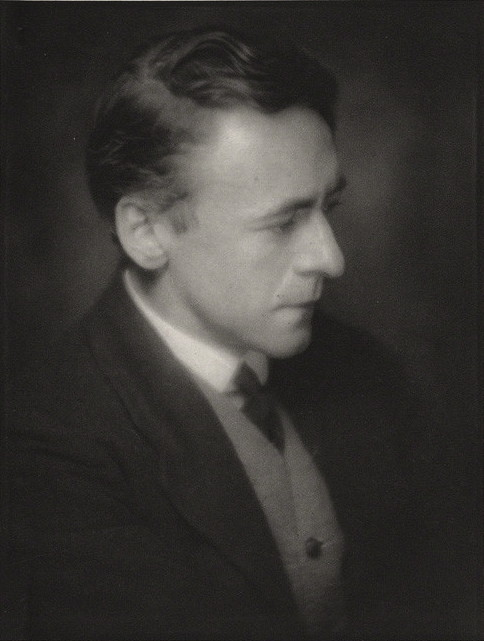
Arnold Bax (um 1922)

## Leben
Bax entstammte einer wohlhabenden Familie und musste deshalb nie arbeiten, um seinen Lebensunterhalt zu verdienen. Er studierte ab 1900 an der Royal Academy of Music Klavier bei Tobias Matthay und Komposition bei Frederick Corder. Er entdeckte 1902 die Dichtung des Iren William Butler Yeats und begeisterte sich von da an für Irland und die keltische Kultur. Unter dem irischen Pseudonym Dermot O’Byrne veröffentlichte er auch einige Novellen, die sein literarisches Talent belegen. 1905 beendete er sein Studium und schrieb seine erste sinfonische Dichtung, Cathaleen-ni-Hoolihan; doch erst In the Faery Hills (1909), Teil der Trilogie Eire, fand Anerkennung.
1910 bereiste er Russland und die Ukraine infolge einer Liebesaffäre mit Natalia Skarginska; diese Erfahrungen spiegeln sich in seiner ersten Klaviersonate. 1911 heiratete er Elsa Luisa Sobrino und zog mit ihr nach Rathgar bei Dublin. 1914 kehrte er nach London zurück, wo er die junge Pianistin Harriet Cohen traf, für die er später seine Frau und seine beiden Kinder verließ. 1916 erschütterte ihn der Osteraufstand in Irland, bei dem er mehrere Freunde verlor. Diese bewegten Jahre gehörten zu seinen schöpferischsten. Es entstanden die wichtigen Werke seiner ersten Schaffensphase, die sinfonischen Dichtungen The Garden of Fand (1913–16), November Woods (1917) und Tintagel (1917–19), das Klavierquintett (1915) und die zweite Klaviersonate (1919). Diese Werke sind in einem fließenden und harmonisch reichen spätromantischen Stil geschrieben, der verschiedene Einflüsse, so von Richard Wagner, Franz Liszt, Claude Debussy und Edward Elgar, aufweist.
Mit der doppelchörigen Motette Mater ora Filium (1921) änderte Bax seinen Kompositionsstil. Unter dem Eindruck der Werke von Jean Sibelius und Igor Strawinski traten nun klare Melodielinien, klassische Musikformen und eine gemäßigt moderne Polyphonie der Stimmen in den Vordergrund. Mit der ersten Sinfonie (1922) eröffnete er einen der bedeutendsten englischen Sinfoniezyklen des 20. Jahrhunderts. Sie wurde, wie auch die Violasonate aus dem gleichen Jahr, bald in ganz Europa aufgeführt; die zweite Sinfonie (1926) erreichte 1929 in Boston unter Serge Kussewitzki auch die USA. 1926 begann seine Beziehung zu Mary Gleaves, die bis an sein Lebensende hielt, doch komponierte er am liebsten in der Einsamkeit der Natur. So vollendete er 1929 in Morar an der Westküste Schottlands die dritte Sinfonie, die ein Jahr später Sir Henry Wood uraufführte.
Bax war nun ein berühmter Komponist und erhielt zahlreiche Ehrungen, so wurde er 1937 als Knight Commander des Royal Victorian Order zum Ritter geschlagen. Doch gleichzeitig schwand seine Inspiration, die nun in vielen Werken durch eine virtuose Kompositions- und Instrumentationstechnik ersetzt wurde. Gleichwohl war er nach wie vor ungeheuer produktiv, und bis zum Zweiten Weltkrieg schuf er vier weitere Sinfonien (1931–39), eine Sinfonietta (1932), ein Cellokonzert (1932), ein Violinkonzert (1938) und viel Kammermusik, teilweise in ungewöhnlichen Besetzungen, so ein Nonett (1930), ein Oktett (1934) und ein Concerto für Flöte, Oboe, Harfe und Streichquartett (1936).
1940 zog Bax nach Storrington (Sussex) und schrieb seine Autobiographie Farewell, my Youth. 1942 wurde er zum Master of the King’s Music ernannt, doch stellte er seine kompositorische Tätigkeit nun fast ganz ein. Zu den wenigen Werken seiner letzten Jahre gehören drei Filmmusiken sowie zwei konzertante Werke für Harriet Cohen: Morning Song (um 1946) und die Concertante für Klavier linke Hand und Orchester (1949) (komponiert, nachdem sich die Pianistin bei einem Unfall die rechte Hand verletzt hatte). 1953 starb der Komponist während eines Urlaubs in Irland. Bax bezeichnete sich selbst als „ehernen Romantiker“ und lehnte die Zwölftontechnik Schönbergs ab.

## Werke
- Sinfonien
  - Sinfonie Nr. 1 Es-Dur (1922)
  - Sinfonie Nr. 2 e-moll/C-Dur (1926)
  - Sinfonie Nr. 3 (1929)
  - Sinfonie Nr. 4 (1931)
  - Sinfonie Nr. 5 (1932)
  - Sinfonie Nr. 6 (1934)
  - Sinfonie Nr. 7 (1939)
- Konzerte
  - Symphonic Variations E-Dur für Klavier und Orchester (1918)
  - Phantasy (Concerto) d-moll für Viola und Orchester (1920)
  - Winter Legends. Sinfonia concertante für Klavier und Orchester (1930)
  - Cellokonzert (1932)
  - Violinkonzert (1938)
  - Morning Song (Maytime in Sussex) für Klavier und Orchester (um 1946)
  - Concertante für Englischhorn, Klarinette, Horn und Orchester (1948)
  - Variations on the name Gabriel Fauré für Harfe und Streicher (1949)
  - Concertante (Concerto) für Klavier linke Hand und Orchester (1949)
- Sinfonische Dichtungen
  - Cathaleen-ni-Hoolihan (1903–05)
  - A Song of Life and Love (1905)
  - A Song of War and Victory (1905)
  - Into the Twilight (1908; 1. Teil von Eire)
  - In the Faery Hills (1909; 2. Teil von Eire)
  - Rosc-Catha (1910; 3. Teil von Eire)
  - Christmas Eve on the Mountains (1911; um 1933 bearbeitet)
  - Spring Fire. Sinfonie (1913)
  - Nympholept (1912–15)
  - The Garden of Fand (1913–16)
  - November Woods (1917)
  - Tintagel (1917–19)
  - The Happy Forest (1914–21)
  - The Tale the Pine-trees Knew (1931)
  - A Legend (1944)
- weitere Orchesterwerke
  - Variations (Improvisations) (1904)
  - A Connemara Revel (1905)
  - An Irish Overture (1906)
  - Festival Overture (1911; 1918 bearbeitet)
  - Prelude to Adonais (1912)
  - 4 (Irish) Pieces (4 Sketches) (1912–13; 1928 bearbeitet)
  - Symphonic Scherzo (1917; 1933 bearbeitet)
  - Russian Suite (1919)
  - Summer Music (1917–20; 1932 bearbeitet)
  - Mediterranean (1922)
  - Cortège (1925)
  - Romantic Overture für Kammerorchester (1926)
  - Overture, Elegy and Rondo (1927)
  - Northern Ballad no.1 (1927–31)
  - 3 Pieces (1928)
  - Overture to a Picaresque Comedy (1930)
  - Sinfonietta (1932)
  - Prelude for a Solemn Occasion (1927–33)
  - Northern Ballad no.2 (1934)
  - Rogue's Comedy Overture (1936)
  - Overture to Adventure (1936)
  - London Pageant. Marsch und Trio (1937)
  - Paean (1938)
  - Work in Progress. Ouvertüre (1943)
  - Coronation March (1952)
- Ballette
  - King Kojata (Tamara) (nur Klavierfassung) (1911)
  - Between Dusk and Dawn (1917)
  - The Frog Skin (1918)
- Schauspielmusik
  - The Truth about the Russian Dancers (1920; 1926 bearbeitet)
  - Golden Eagle (1945)
- Filmmusik
  - Malta GC (1942)
  - Oliver Twist (1948)
  - Journey into History (1952)
- Kammermusik
  - Streichquartett (1902)
  - Streichquartett E-Dur (1903)
  - Konzertstück für Violine oder Viola und Klavier (1903)
  - Fantasy für Violine oder Viola und Klavier (1904)
  - Klaviertrio (1906)
  - Streichquintett G-Dur (1908)
  - Violinsonate Nr. 1 (1910; 1915, 1920 und 1945 bearbeitet)
  - 4 Stücke für Violine und Klavier (1915)
  - Violinsonate Nr. 2 (1915; 1921 bearbeitet)
  - Ballade für Violine und Klavier (1916)
  - Elegiac Trio für Flöte, Viola und Harfe (1916)
  - In memoriam für Englischhorn, Harfe und Streichquartett (1917)
  - Streichquartett Nr. 1 (1918)
  - Folk Tale für Violoncello und Klavier (1918)
  - Harfenquintett (1919)
  - Violasonate (1922)
  - Lyrical Interlude für Streichquintett (1922)
  - Oboenquintett (1922)
  - Klavierquartett (1922)
  - Cellosonate Es-Dur (1923)
  - Streichquartett Nr. 2 (1925)
  - Violinsonate Nr. 3 (1927)
  - Fantasy Sonata für Viola und Harfe (1927)
  - Sonatina für Flöte und Harfe (1928)
  - Violinsonate F-Dur (1928)
  - Legend für Viola und Klavier (1929)
  - Nonett (1930)
  - Streichquintett (1933)
  - Sonatina für Violoncello und Klavier (1933)
  - Klarinettensonate (1934)
  - Oktett für Horn, Klavier und Streichsextett (1934)
  - Concerto für Flöte, Oboe, Harfe und Streichquartett (1936)
  - Threnody and Scherzo für Fagott, Harfe und Streichsextett (1936)
  - Streichquartett Nr. 3 (1936)
  - Rhapsodic Ballad für Violoncello (1939)
  - Legend-Sonata für Violoncello und Klavier (1943)
  - Klaviertrio B-Dur (1946)
- Klavierwerke
  - Fantasia a-moll für Klavierduo (1900)
  - Klaviersonate Nr. 1 (1910; 1921 bearbeitet)
  - Concert Valse Es-Dur (1910)
  - 2 russische Tonbilder (May Night in the Ukraine; Gopak) (1912)
  - Toccata (1913)
  - The Princess's Rose Garden; In a Vodka Shop; The Maiden with the Daffodil; Apple Blossom Time; Sleepy Head; A Mountain Mood; Winter Waters (1915)
  - Dream in Exile; Nereid (1916)
  - Moy Mell (The Pleasant Plain) für Klavierduo (1917)
  - On a May Evening (1918)
  - Klaviersonate Nr. 2 (1919)
  - Whirligig; The Slave Girl; What the minstrel told us (1919)
  - Lullaby; Burlesque; Ceremonial Dance; Country-Tune; A Hill Tune; Serpent Dance; Water Music (1920)
  - Mediterranean (1920; 1922 orchestriert)
  - Paean (1920; 1938 orchestriert)
  - Klaviersonate Nr. 3 (1926)
  - Hardanger für Klavierduo (1927)
  - The Poisoned Fountain für Klavierduo (1928)
  - Sonate für Klavierduo (1929)
  - The Devil that Tempted St Anthony für Klavierduo (1929)
  - Red Autumn für Klavierduo (1931)
  - Klaviersonate Nr. 4 (1932)
  - O Dame get up and bake your pies (1945)
  - 2 Lyrical Pieces (Oliver Twist) (1948)
  - 35 unveröffentlichte Klavierwerke, darunter 3 Sonaten
- Chorwerke
  - Fatherland für Tenor, Chor und Orchester (1907; 1934 bearbeitet)
  - Enchanted Summer für 2 Soprane, Chor und Orchester (1910)
  - Of a Rose I Sing a Song für Chor, Harfe, Cello und Kontrabass (1920)
  - Now is the Time of Christymas für Männerchor, Flöte und Klavier (1921)
  - Mater ora Filium für Chor (1921)
  - The Worldes Joie für Chor (1922)
  - The Boar's Head für Männerchor (1923)
  - I sing of a Maiden that is Makeless für Chor (1923)
  - St Patrick's Breastplate für Chor und Orchester (1923)
  - To the Name above every Name für Sopran, Chor und Orchester (1923)
  - Walsinghame für Tenor, Chor und Orchester (1926)
  - The Morning Watch für Chor und Orchester (1935)
  - 5 Fantasies on Polish Christmas Carols für Knabenchor und Streicher (1942)
  - 5 Greek Folksongs für Chor (1944)
  - To Russia für Bariton, Chor und Orchester (1944)
  - Nunc Dimittis für Chor und Orgel (1944)
  - Te Deum für Chor und Orgel (1944)
  - Gloria für Chor und Orgel (1945)
  - Epithalamium für Chor und Orgel (1947)
  - Magnificat für Chor und Orgel (1948)
  - What is it like to be young and fair für Chor (1953)
- Lieder
  - A Celtic Song Cycle. 5 Lieder (1904)
  - Rune of Age für Gesang und Orchester (1905)
  - The Fairies; Golden Guendolen; The Song in the Twilight (1905)
  - The White Peace (1906)
  - The Enchanted Fiddle; The Flute (Ideala); A Milking Sean (1907)
  - Shieling Song; A Lyke-wake (1908)
  - A Christmas Carol (1909)
  - Lullaby; To Eire (1910)
  - Roundel (1914)
  - The Bard of the Dimbovitza für Mezzosopran und Orchester (1914; 1946 bearbeitet)
  - Parting (1916)
  - The Splendour Falls (1917)
  - Green grow the rashes O!; I have house and land in Kent; The Maid and the Miller; O dear! what can the matter be; When I was one and twenty; Youth (1918)
  - Variations sur Cadet Rousselle (1918; mit Frank Bridge, Eugène Goossens und John Ireland)
  - Le chant d'Isabeau (1920)
  - 5 Traditional Songs of France (1920)
  - 5 Irish Songs (1921)
  - 3 Irish Songs (1922)
  - The Market Girl (1922)
  - I heard a Soldier; Wild Almond (1924)
  - Carrey Clavel; Eternity (1925)
  - In the Morning; On the Bridge; Out and away (1926)
  - Watching the Needleboats (1932)
  - Dream Child (1957)
  - 75 unveröffentlichte Lieder